# 若纳日
若纳日（法語：Jonage，法語發音：[ʒɔnaʒ]）是法国里昂大都会的一个市镇，属于里昂区。

## 地理
若纳日（45°47'47"N, 5°2'48"E）面积12.11 平方千米，位于法国奥弗涅-罗讷-阿尔卑斯大区里昂大都会，后者为法国的一个特殊地位集体，自2015年脱离罗讷省成立，位于法国中东部，中心城市为里昂。
与若纳日接壤的市镇（或旧市镇、城区）包括：涅夫罗、蒂勒、容村、皮西尼昂、梅济约。
若纳日的时区为UTC+01:00、UTC+02:00（夏令时）。

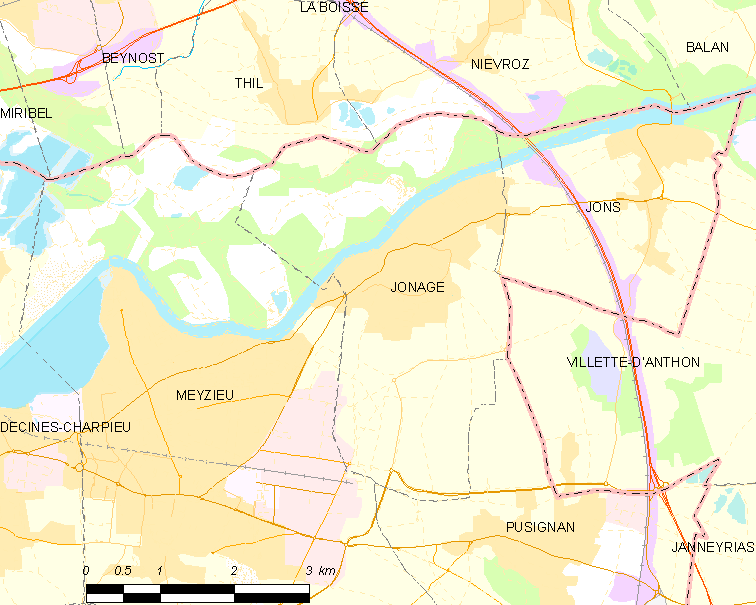
若纳日的OSM定位图

## 行政
若纳日的邮政编码为69330，INSEE市镇编码为69279。

## 政治
若纳日的现任市长为吕西安·巴尔热（Lucien Barge）先生，任期为2020-2026年。

## 人口

1962-2008年间若纳日人口变化图示

若纳日于2022年1月1日时的人口数量为6109人。